# Ichneumon emancipatus
Ichneumon emancipatus là một loài tò vò trong họ Ichneumonidae.